# Wyspa Nadziei
Wyspa Nadziei (norw. Hopen) – arktyczna wyspa, należącą do Norwegii, leżącą ok. 100 km na południowy wschód od Spitsbergenu w archipelagu Svalbard.

## Geografia
Wyspa Nadziei jest podłużnym, skalistym skrawkiem lądu, rozciągającym się w kierunku północno-wschodnim na długości ok. 33 km i szerokości 2 km. Leży na tym samym podmorskim płaskowyżu co Wyspa Niedźwiedzia i południowa część Spitsbergenu.
Powierzchnię wyspy stanowią góry zbudowane ze skał wapiennych, a ich wysokość waha się od 150 m na północy do ponad 350 m na południu. Najwyższym punktem jest Iversenfjellet o wysokości 370 m n.p.m.

## Ochrona przyrody
Wyspa wraz z otaczającymi ją obszarami morskimi od 2003 roku objęta jest ochroną w ramach Rezerwatu Wyspy Nadziei (Hopen naturreservat). Łączna powierzchnia rezerwatu wynosi 3185,7 km². Jego utworzenie miało na celu zachowanie praktycznie niektniętego ludzką ręką ekosystemu wyspy i przyległych obszarów morskich, w tym dna morskiego. 
Wyspa Nadziei jest również obszarem występowania niedźwiedzi polarnych, które w tutejszych wodach znajdują pożywienie, oraz kilku gatunków ptaków, m.in. nurzyka polarnego i mewy trójpalczastej. Morza wokół wyspy są zimową ostoją morsów.